# Charles Martin Wamika
Charles Martin Wamika (* 12. August 1953 in Budaka) ist ein ugandischer Priester und Bischof von Jinja.

## Leben
Charles Martin Wamika empfing am 22. September 1979 die Priesterweihe. 
Johannes Paul II. ernannte ihn am 18. Oktober 1993 zum Weihbischof in Tororo und Titularbischof von Tacapae. Der Militärbischof von Uganda und Bischof von Tororo, James Odongo, spendete ihm am 19. Februar des nächsten Jahres die Bischofsweihe; Mitkonsekratoren waren Emmanuel Wamala, Erzbischof von Kampala, und Joseph B. Willigers MHM, Bischof von Jinja. Papst Benedikt XVI. ernannte Wamika am 2. März 2010 zum Bischof von Jinja.

## Kritik
Im April 2014 geriet Bischof Wamika in die Kritik für seine Osterpredigt, in der er die Gesetzgebung gegen Homosexualität durch den Präsidenten Yoweri Museveni in Uganda lobte und Eltern dazu aufrief, ihre homosexuellen Kinder bei den Behörden zu melden. In mehreren Blogs und anderen Medien wurde dies als Aufruf zum Genozid betrachtet.

## Belege
1. ↑  Uganda: während Osterpredigt: Bischof rief zum Genozid an Schwulen auf (Seite nicht mehr abrufbar, festgestellt im März 2019. Suche in Webarchiven)  Info: Der Link wurde automatisch als defekt markiert. Bitte prüfe den Link gemäß Anleitung und entferne dann diesen Hinweis. Humanist News vom 23. April 2014. Abgerufen am 23. April 2014.
2. ↑  Catholic Bishop praises genocide of LGBT in Uganda. patheos.com vom 23. April 2014. Abgerufen am 23. April 2014.
3. ↑  Uganda, vescovo chiede il genocidio dei gay: sono questi gli "uomini" di Dio? (Memento des Originals vom 27. April 2014 im Internet Archive)  Info: Der Archivlink wurde automatisch eingesetzt und noch nicht geprüft. Bitte prüfe Original- und Archivlink gemäß Anleitung und entferne dann diesen Hinweis. queerblog.it vom 23. April 2014. Abgerufen am 23. April 2014.

| Vorgänger               | Amt                         | Nachfolger |
| ----------------------- | --------------------------- | ---------- |
| Joseph B. Willigers MHM | Bischof von Jinja seit 2010 | —          |

| Personendaten    | Personendaten                           |
| ---------------- | --------------------------------------- |
| NAME             | Wamika, Charles Martin                  |
| KURZBESCHREIBUNG | ugandischer Priester, Bischof von Jinja |
| GEBURTSDATUM     | 12. August 1953                         |
| GEBURTSORT       | Budaka                                  |